# Caturus
Il caturo (genere Caturus) è un pesce osseo estinto, appartenente alla famiglia Caturidae degli amiiformi. Visse tra il Triassico medio e il Cretaceo inferiore (circa 240 - 120 milioni di anni fa) e i suoi resti fossili sono stati ritrovati in Europa, Asia, Africa, Nordamerica e Sudamerica.

## Descrizione
Questo pesce era di dimensioni notevoli, e le specie più grandi potevano raggiungere i 2 metri di lunghezza (ad esempio Caturus giganteus). Il corpo era fusiforme e allungato, ricoperto di scaglie. La pinna caudale era omocerca (ovvero con due lobi di egual misura) e profondamente incisa. La pinna dorsale era posizionata a circa metà del dorso, ed era sostenuta da raggi spinosi disposti su due file, decrescenti verso l'indietro. La maggior parte delle specie di Caturus possedevano denti lunghi e aguzzi ma piuttosto sottili, al contrario di quelli del genere Amblysemius che erano molto robusti e ricurvi. I denti in mascella e mandibola erano spesso più di venti per ramo.

## Classificazione
Il genere Caturus venne descritto per la prima volta da Louis Agassiz nel 1834,e comprende numerose specie rinvenute in terreni principalmente europei del Triassico, Giurassico e Cretaceo. L'enorme estensione stratigrafica (circa 120 milioni di anni) e la notevole diversificazione morfologica delle varie specie rende improbabile che Caturus fosse a tutti gli effetti un genere monofiletico. In ogni caso, Caturus e i suoi stretti parenti appartengono ai Caturidae, un gruppo di pesci predatori veloci e potenti, strettamente imparentati con l'attuale Amia calva del Nordamerica. 

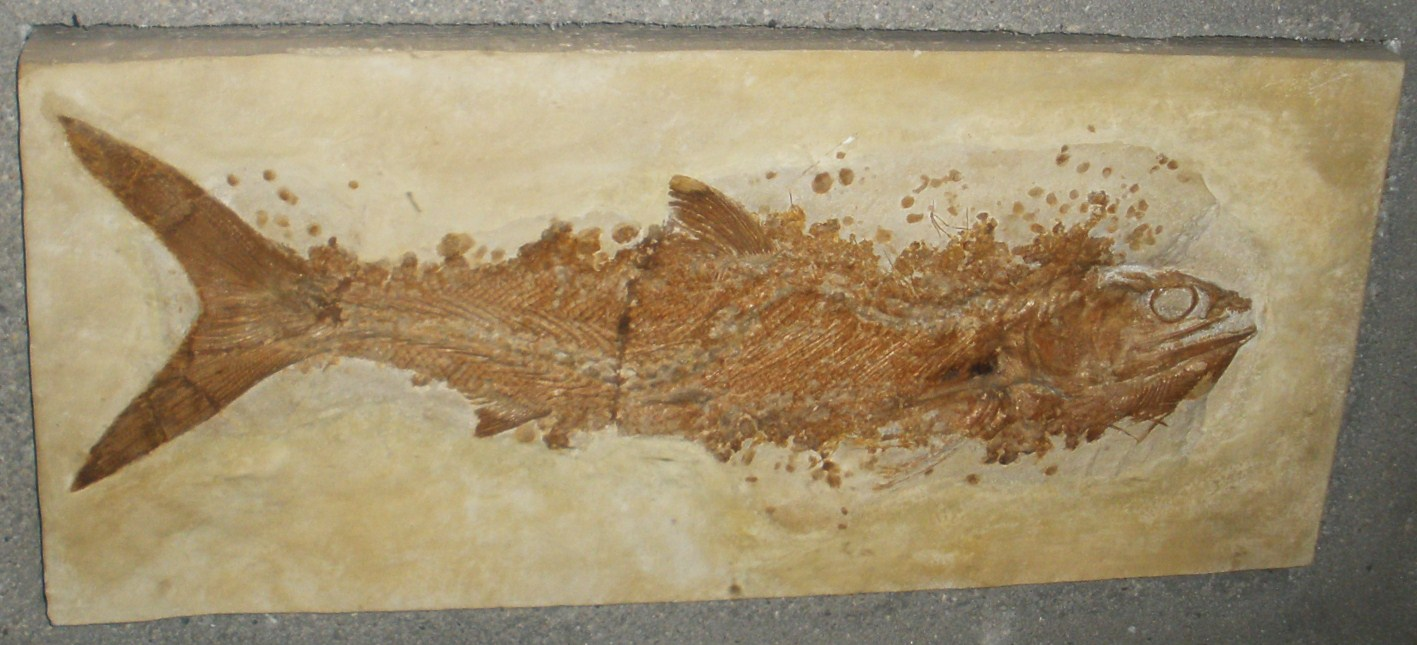
Fossile di Caturus furcatus

Tra le varie specie note di Caturus, si ricordano C. insignis (Triassico superiore, Austria), C. latipennis, C. agassizi, C. ferox e C. heterurus (tutte del Giurassico inferiore di Lyme Regis, Inghilterra), C. stenospondylus, C. stenoura, C. chaperi e C. retrodorsalis (tutte del Giurassico inferiore della Francia), C. dartoni (Giurassico medio, Stati Uniti), C. porteri (Calloviano, Inghilterra), C. deani (Oxfordiano, Cuba); nel corso del Giurassico superiore il genere Caturus era particolarmente diffuso nelle lagune europee di Francia e Germania, con specie quali C. contractus, C. furcatus, C. giganteus, C. velifer, C. brevis. Nel corso del Cretaceo inferiore i resti attribuiti al genere Caturus sono più rari e provengono principalmente dal Giappone (C. tenuidens), dalla Spagna, dal Belgio e dall'Inghilterra. Altri fossili attribuiti a questo genere provengono dal Giurassico medio del Congo e dal Triassico superiore dell'Argentina.

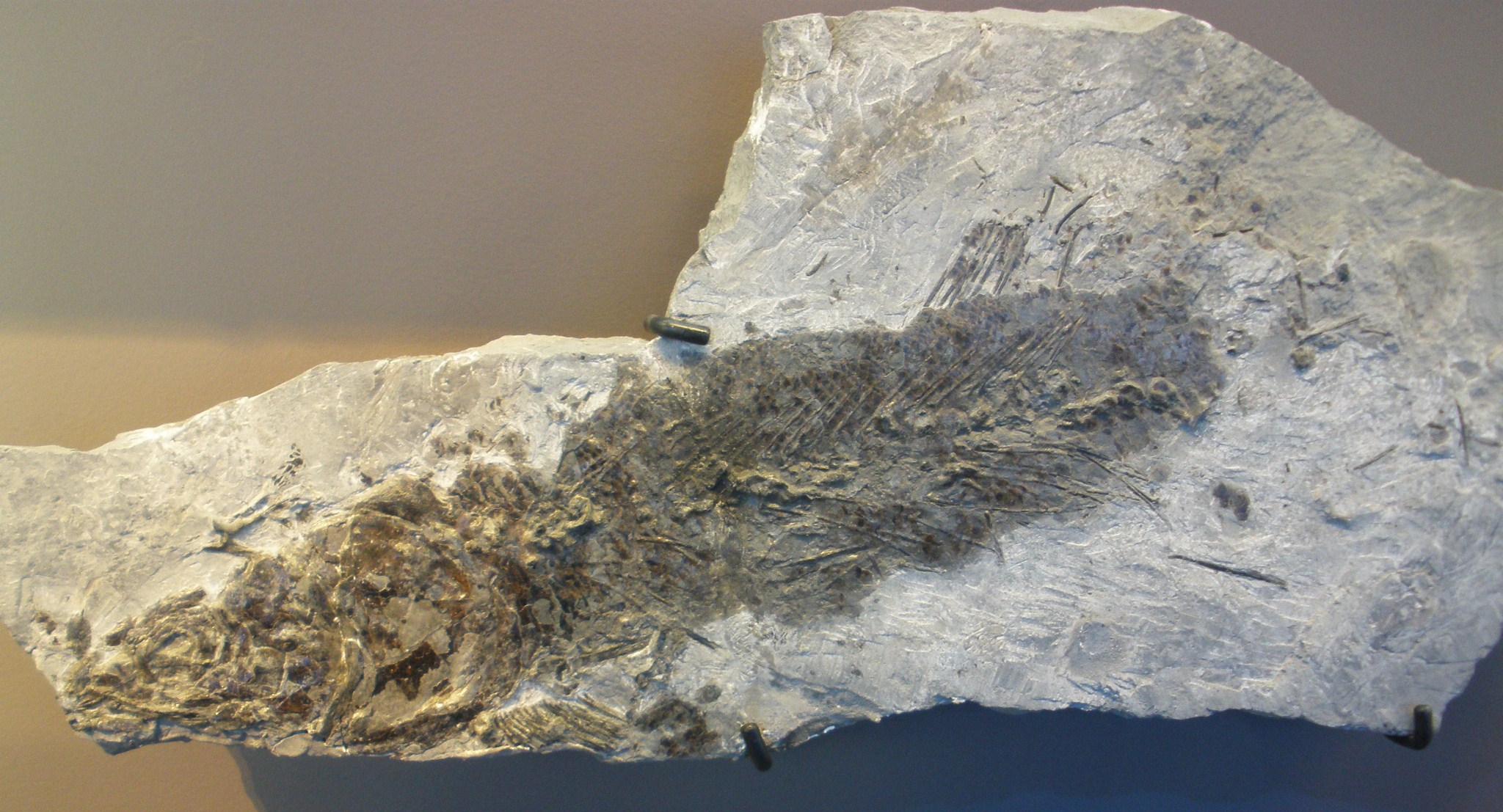
Fossile di Caturus sp. del Cretaceo inferiore del Belgio

## Paleobiologia
Caturus doveva essere un vorace pesce che si nutriva di numerosi altri pesci di dimensioni minori. Alcune specie di grandi dimensioni (come C. giganteus, noto anche come Strobilodus) dovevano essere predoni temibili. Solitamente i Caturus vivevano in acque marine basse, ma sono stati ritrovati reperti provenienti da depositi fluviali o lacustri, come quelli provenienti dal Congo, dall'Argentina e dal Cretaceo inferiore dell'Inghilterra. 

## Galleria d'immagini

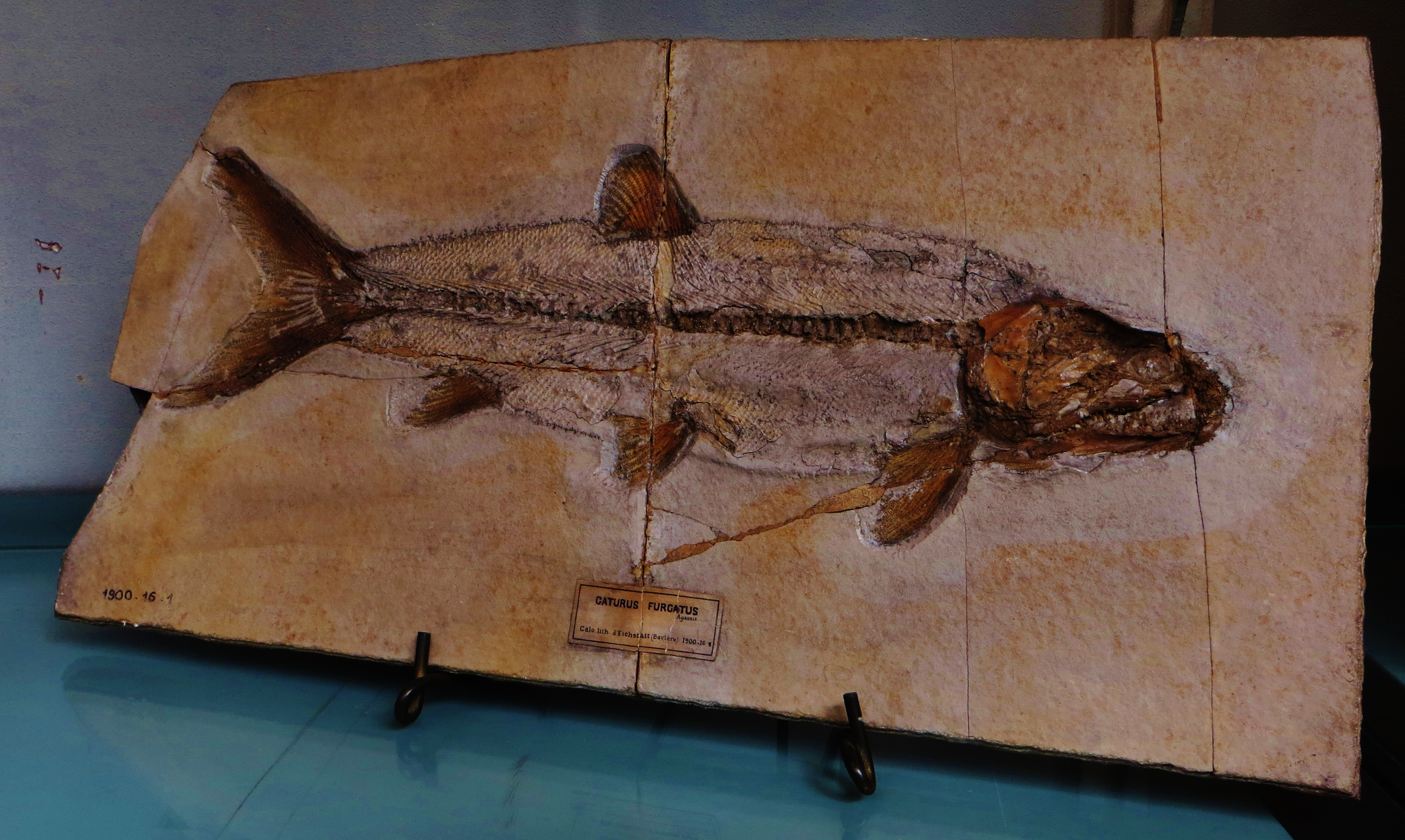
Fossile di Caturus furcatus
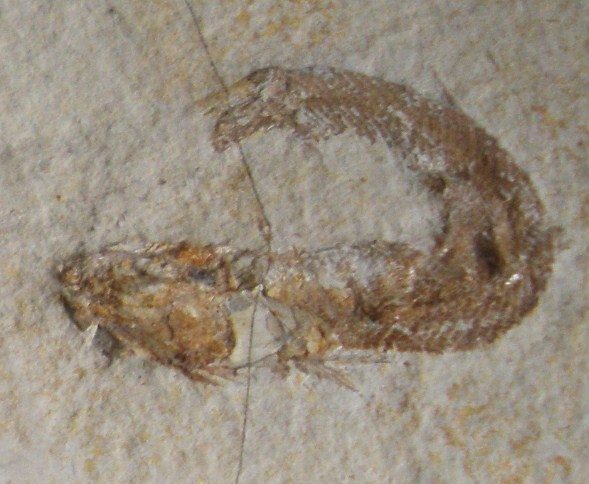
Fossile di Caturus brevis
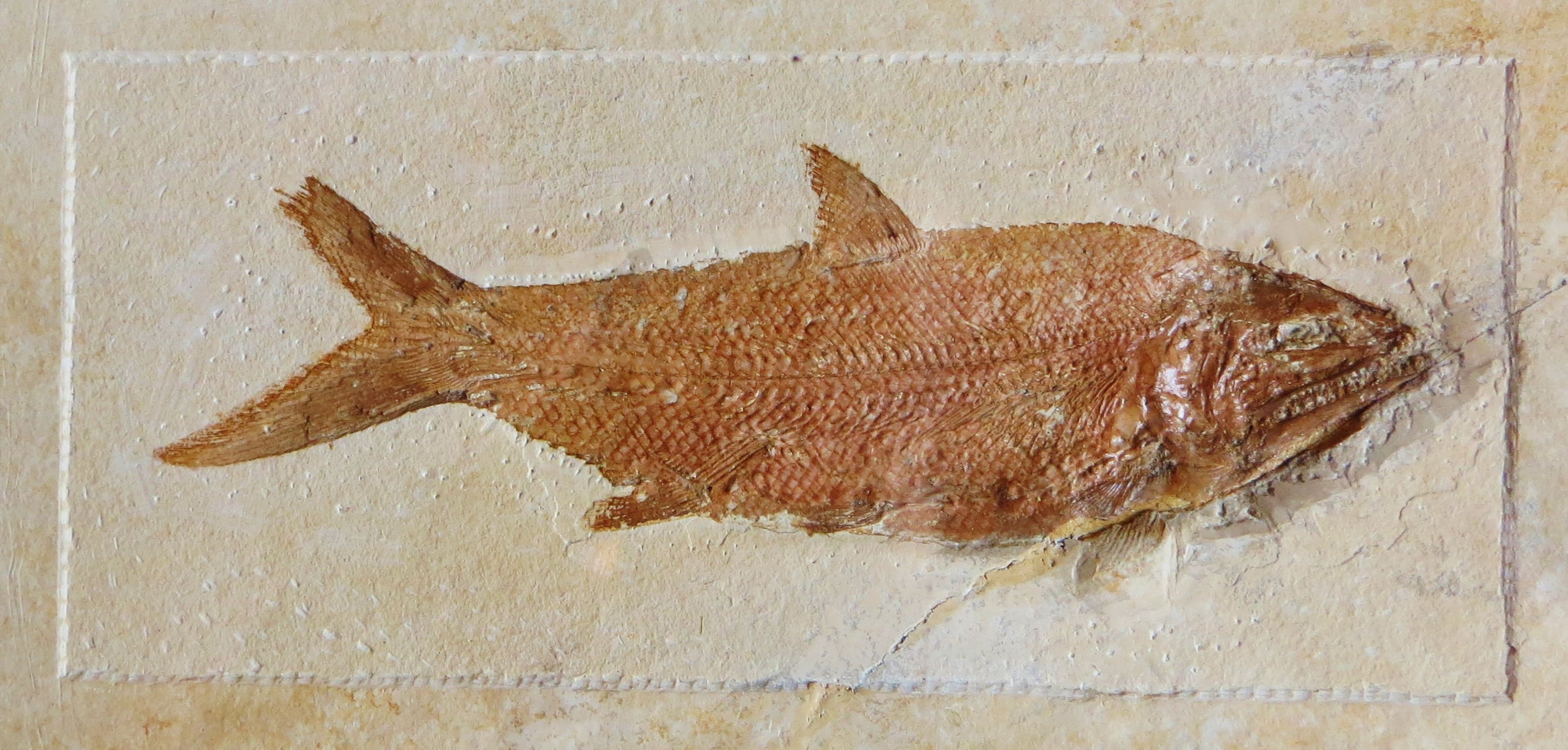
Fossile di Caturus furcatus (=C. ferox)
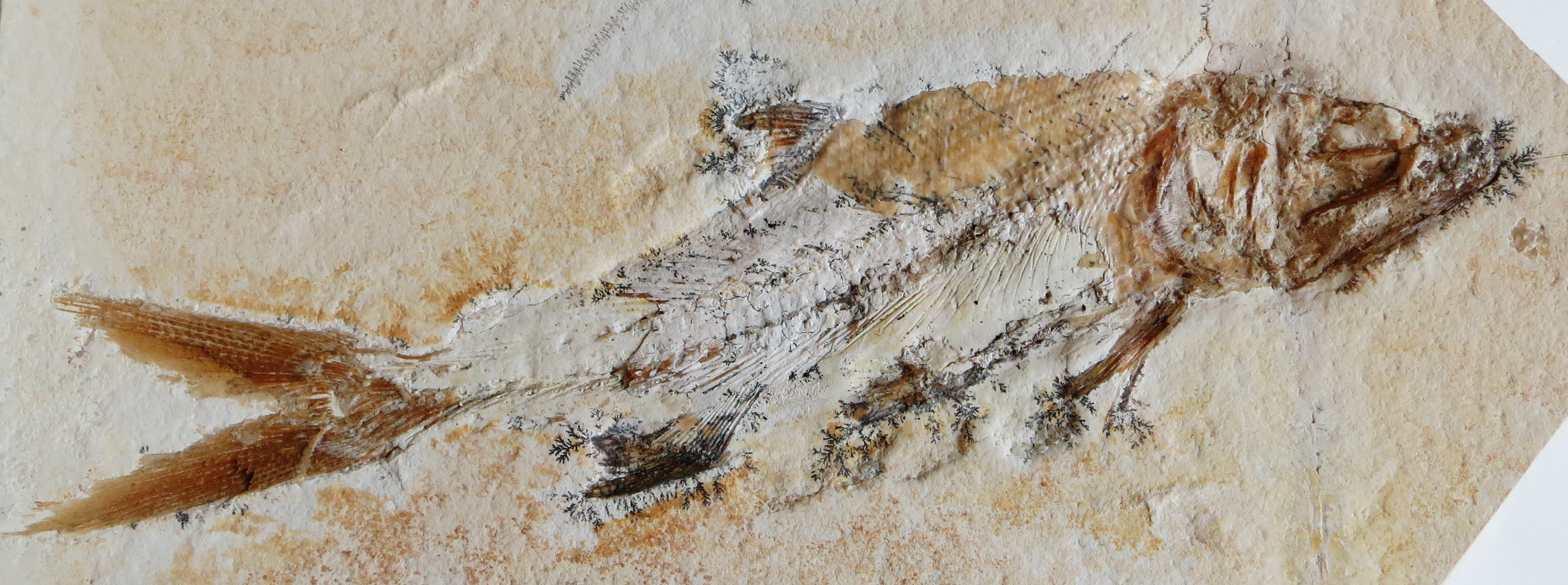
Fossile di Caturus sp.
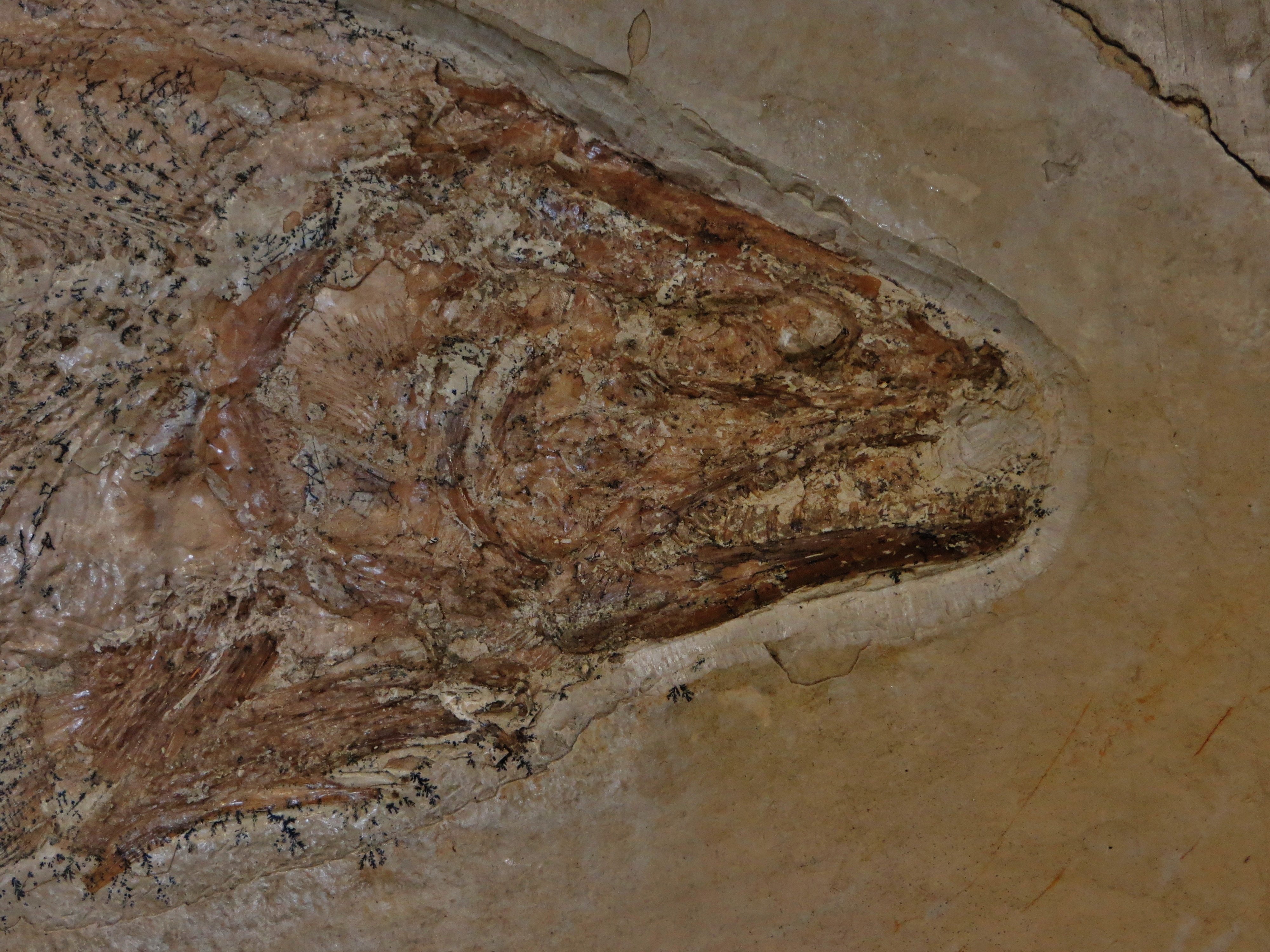
Particolare del cranio di Caturus furcatus
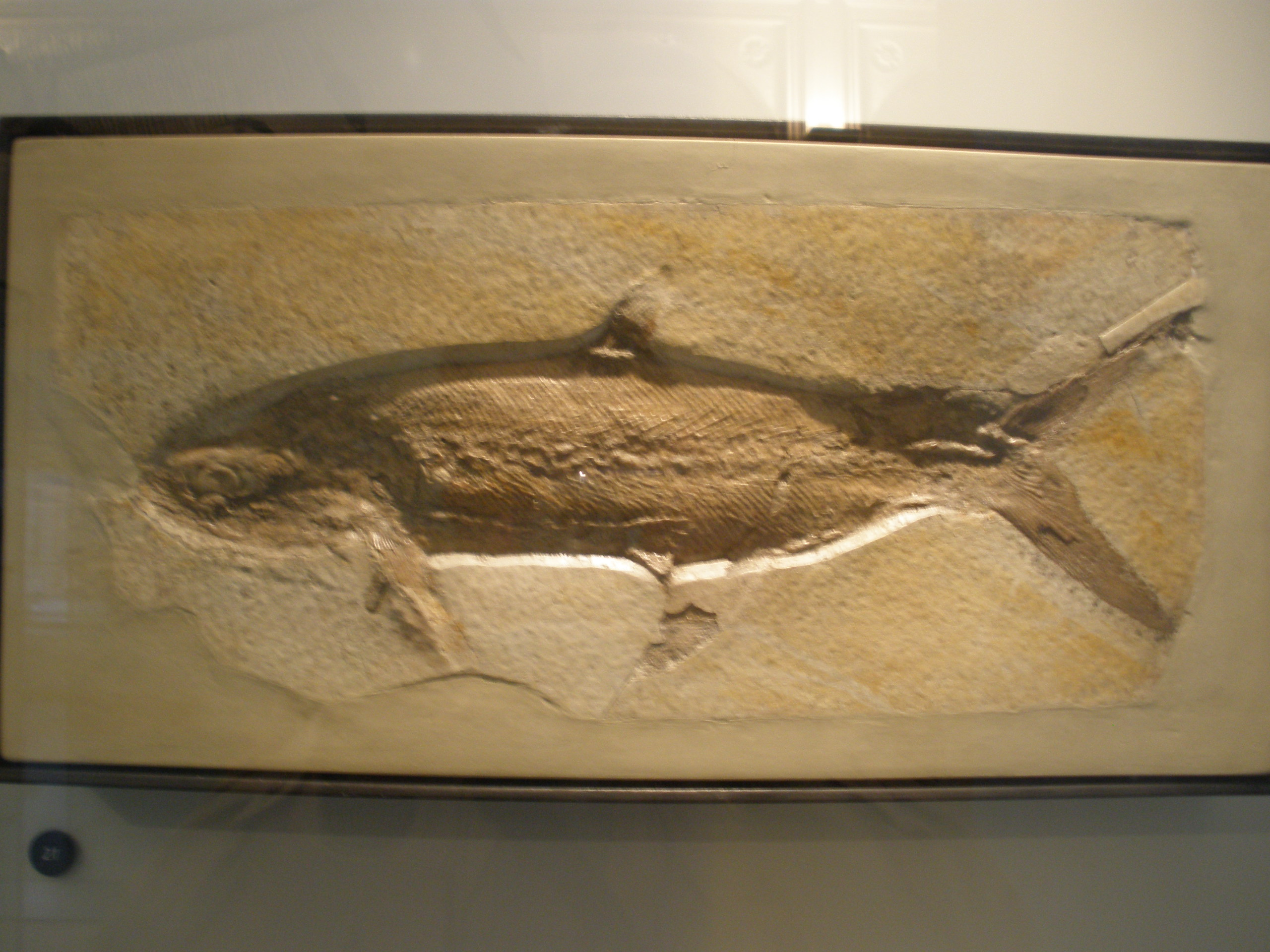
Fossile di Caturus velifer
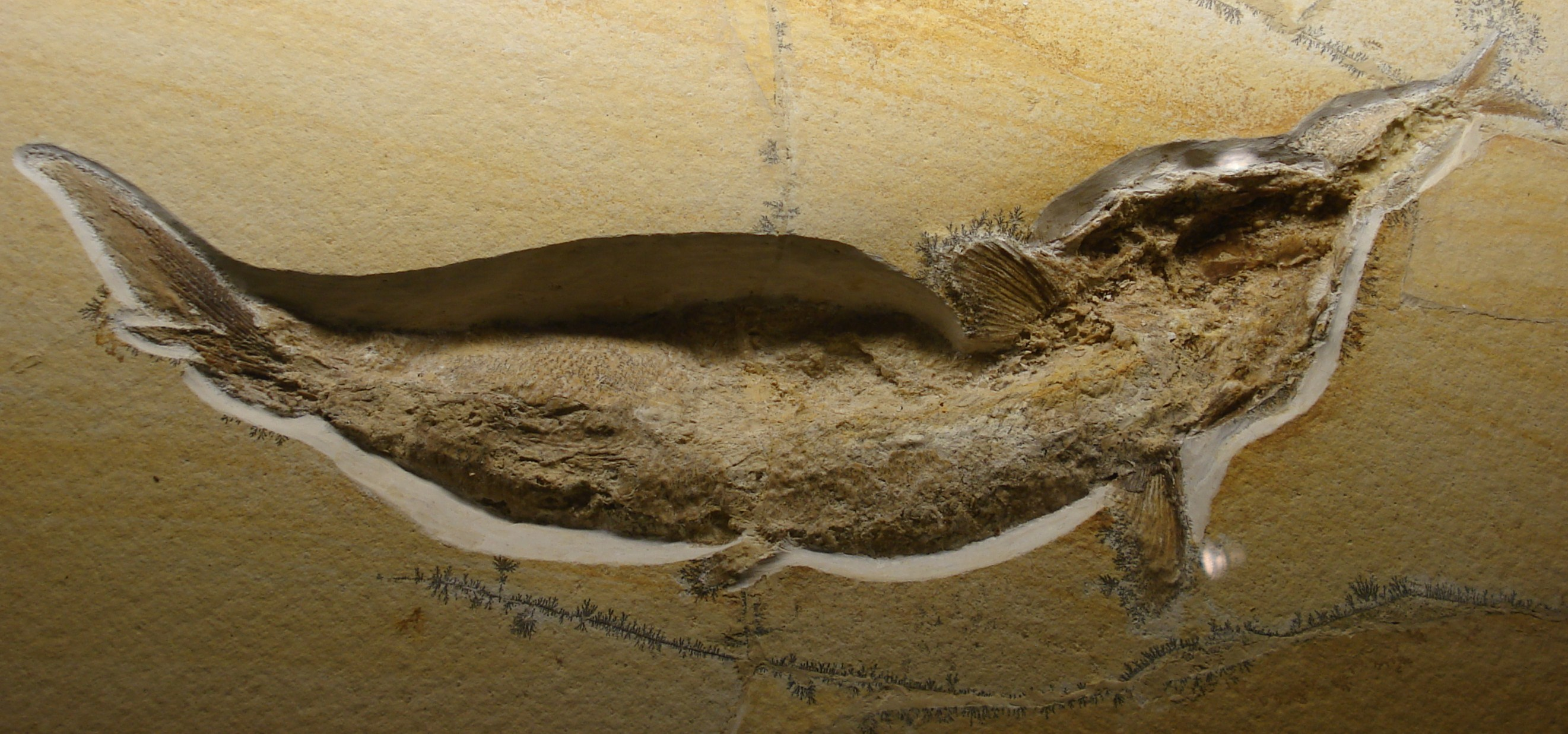
Fossile di Caturus furcatus mentre inghiotte un Tharsis dubius
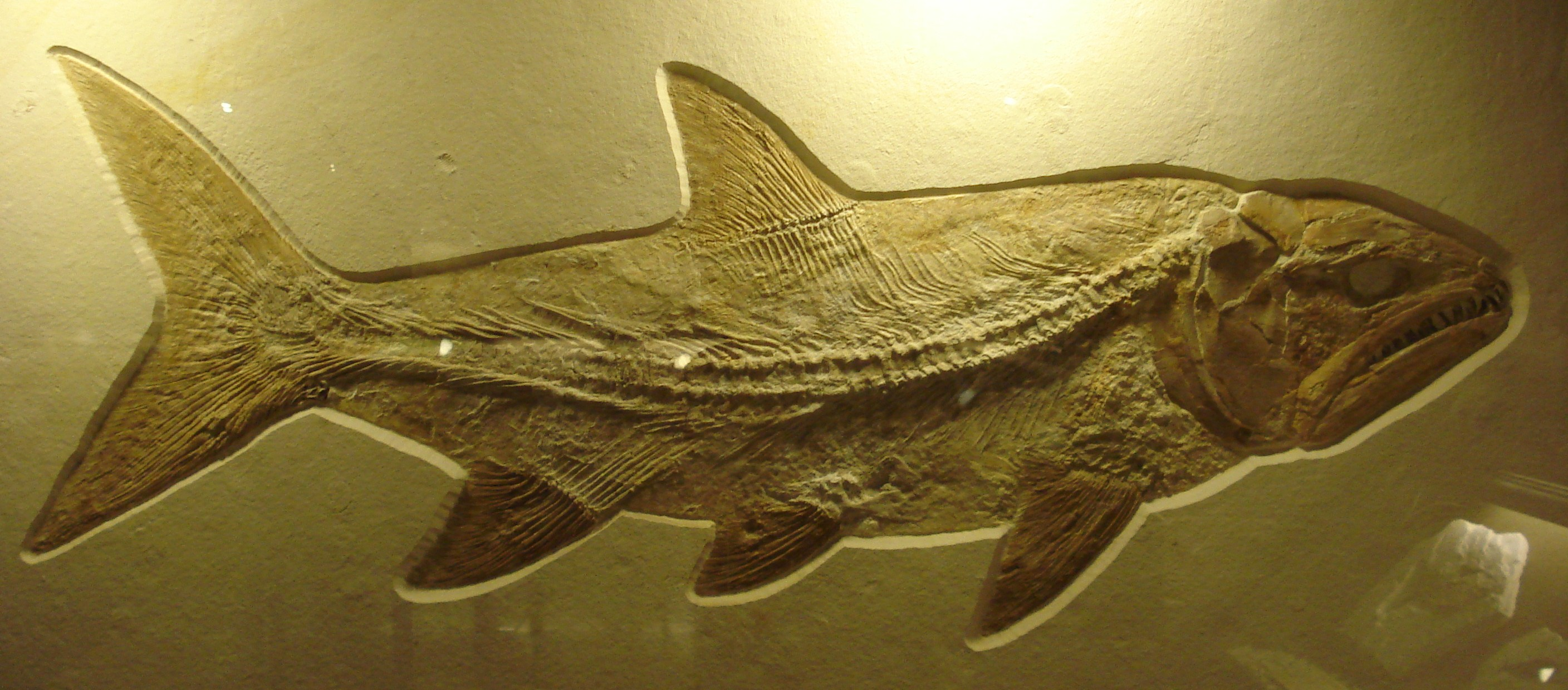
Fossile di Caturus (=Strobilodus) giganteus
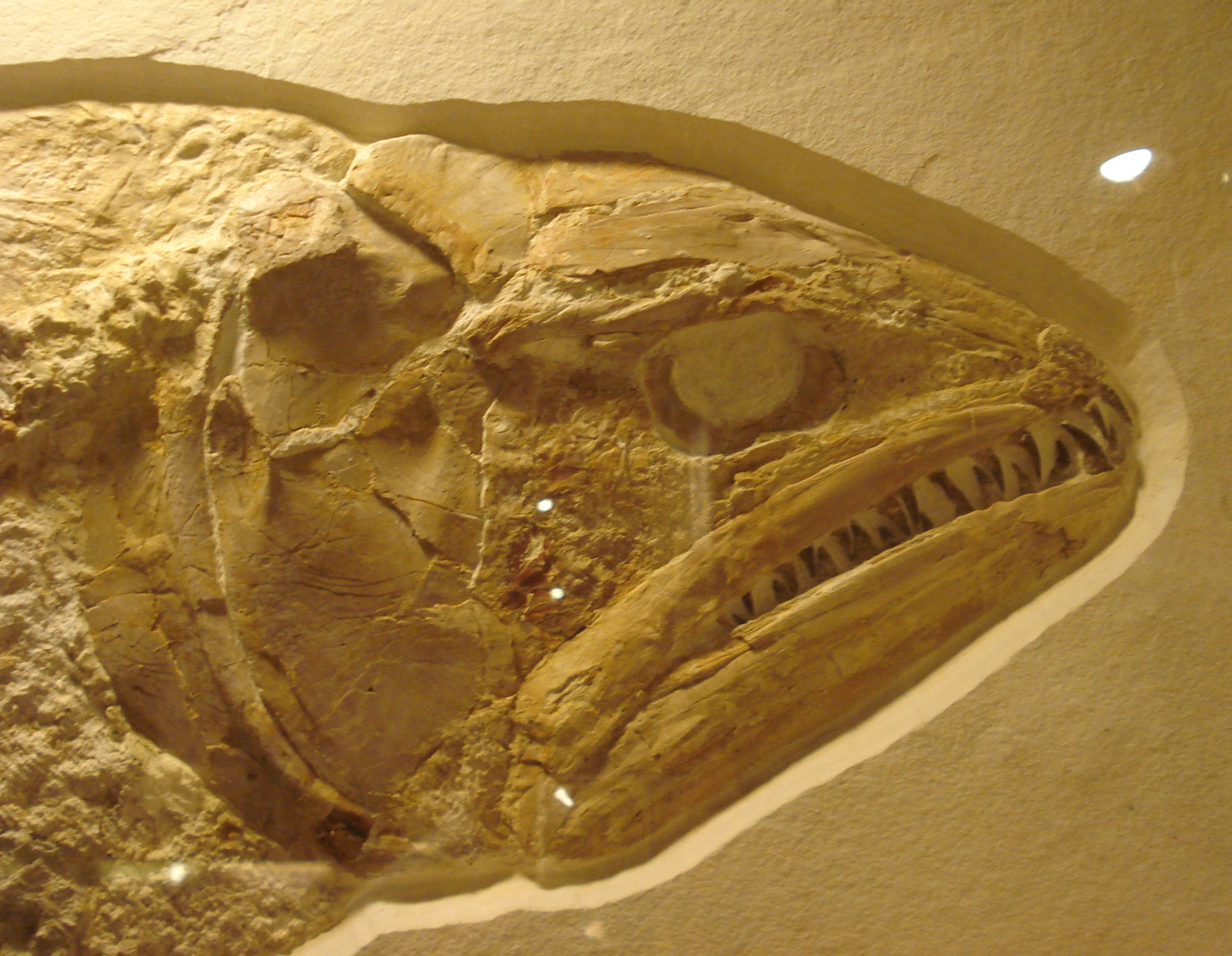
Particolare del cranio di Caturus (=Strobilodus) giganteus
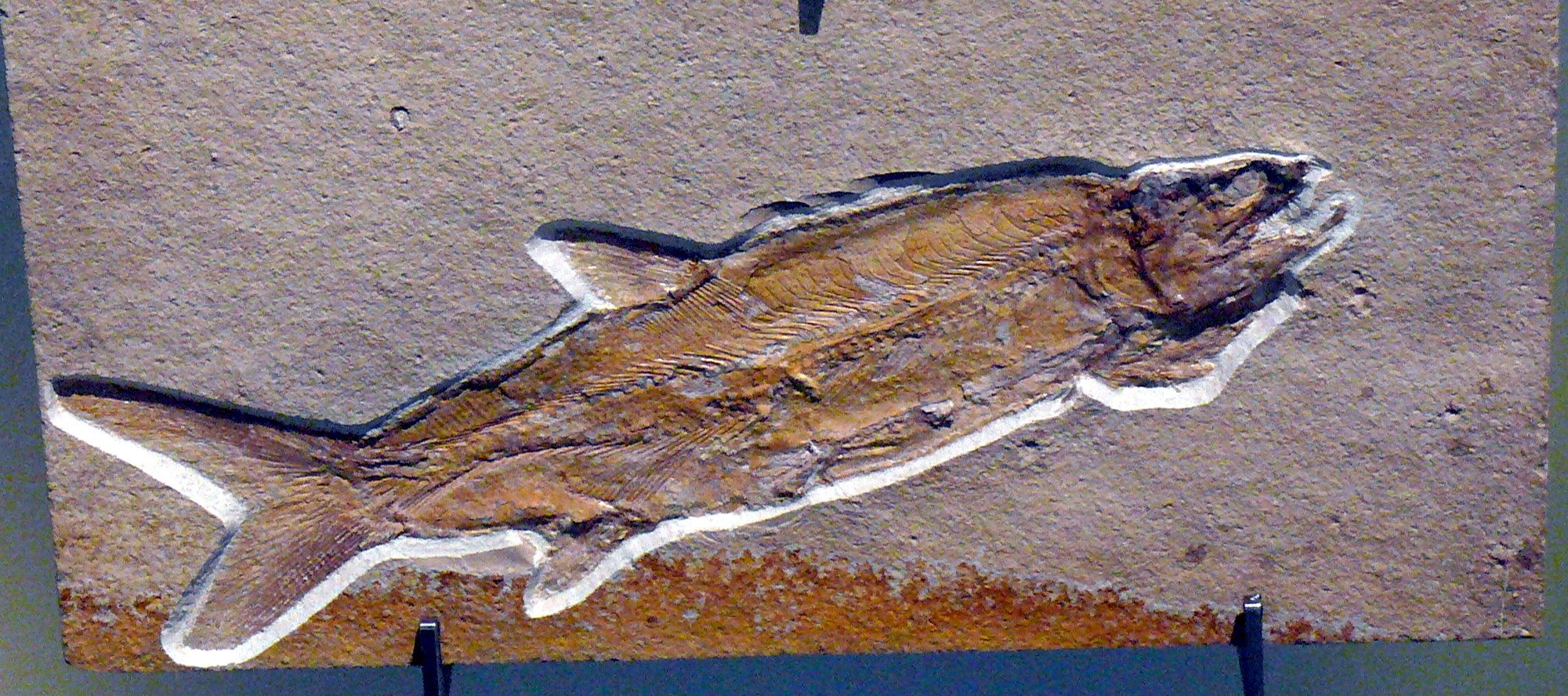
Fossile di Caturus furcatus
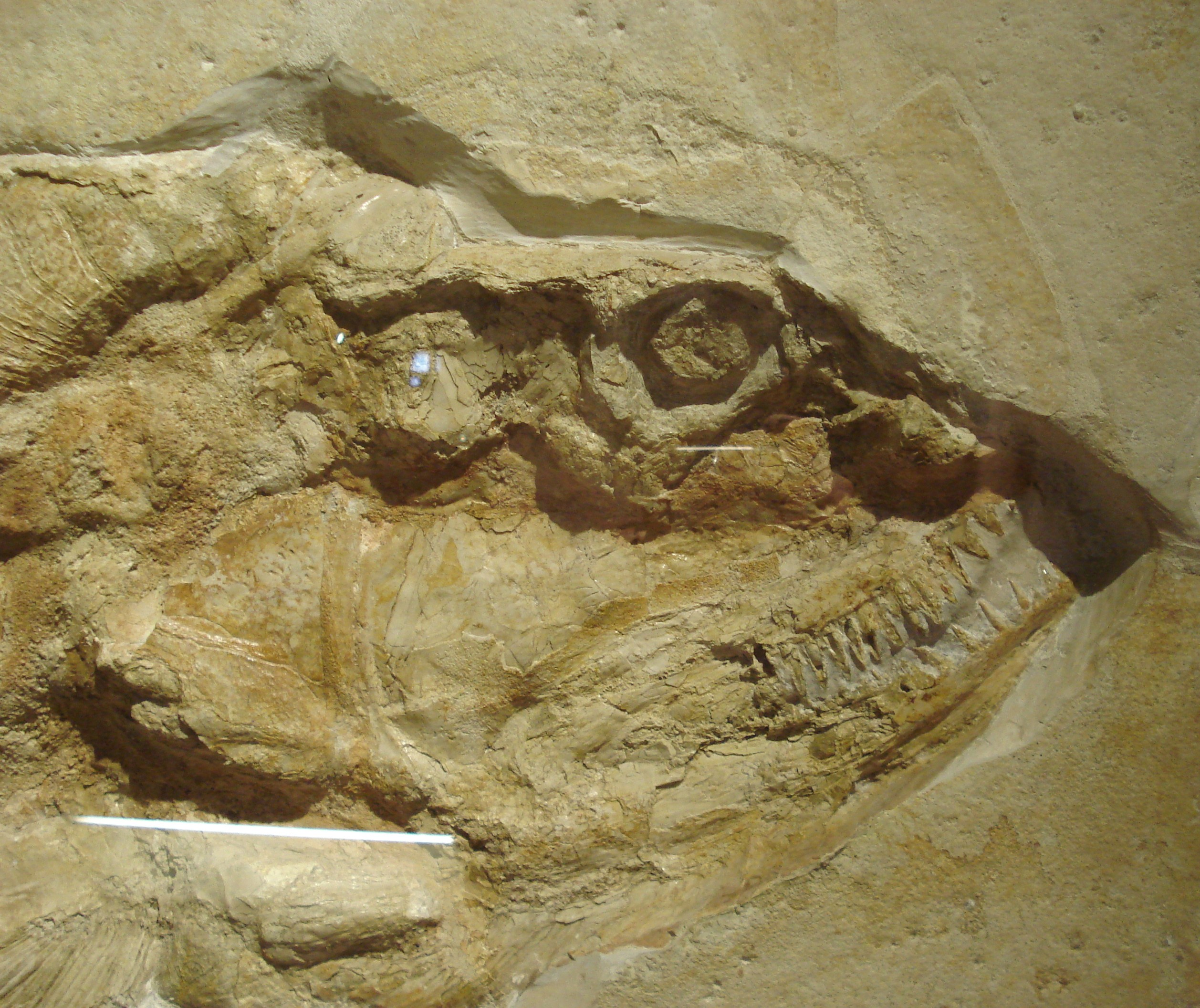
Particolare del cranio di Caturus (=Strobilodus) giganteus